# Hypecoum imberbe
Hypecoum imberbe är en vallmoväxtart som beskrevs av James Edward Smith. Hypecoum imberbe ingår i släktet fjärilsrökar, och familjen vallmoväxter. Inga underarter finns listade i Catalogue of Life.

## Bildgalleri

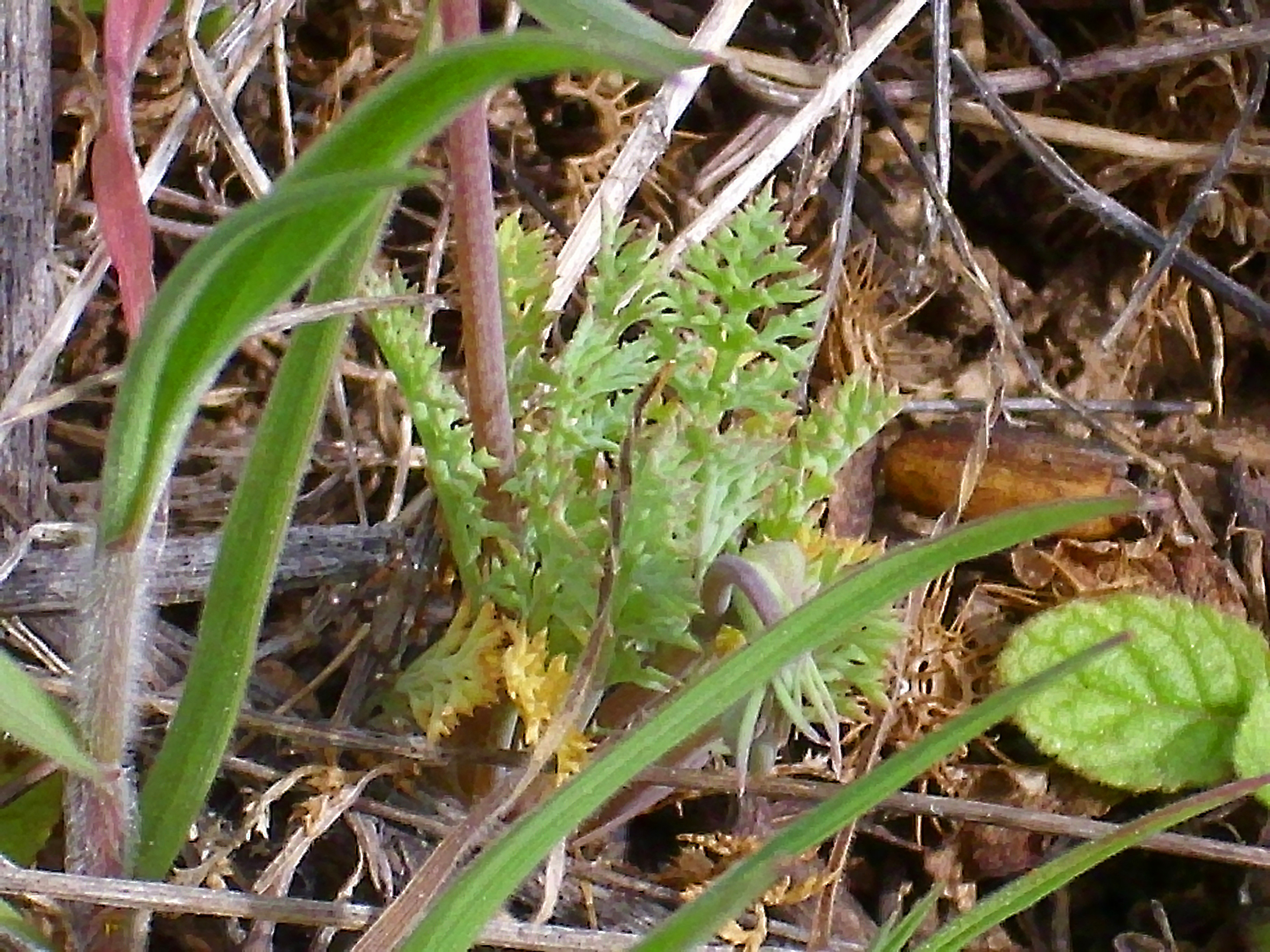
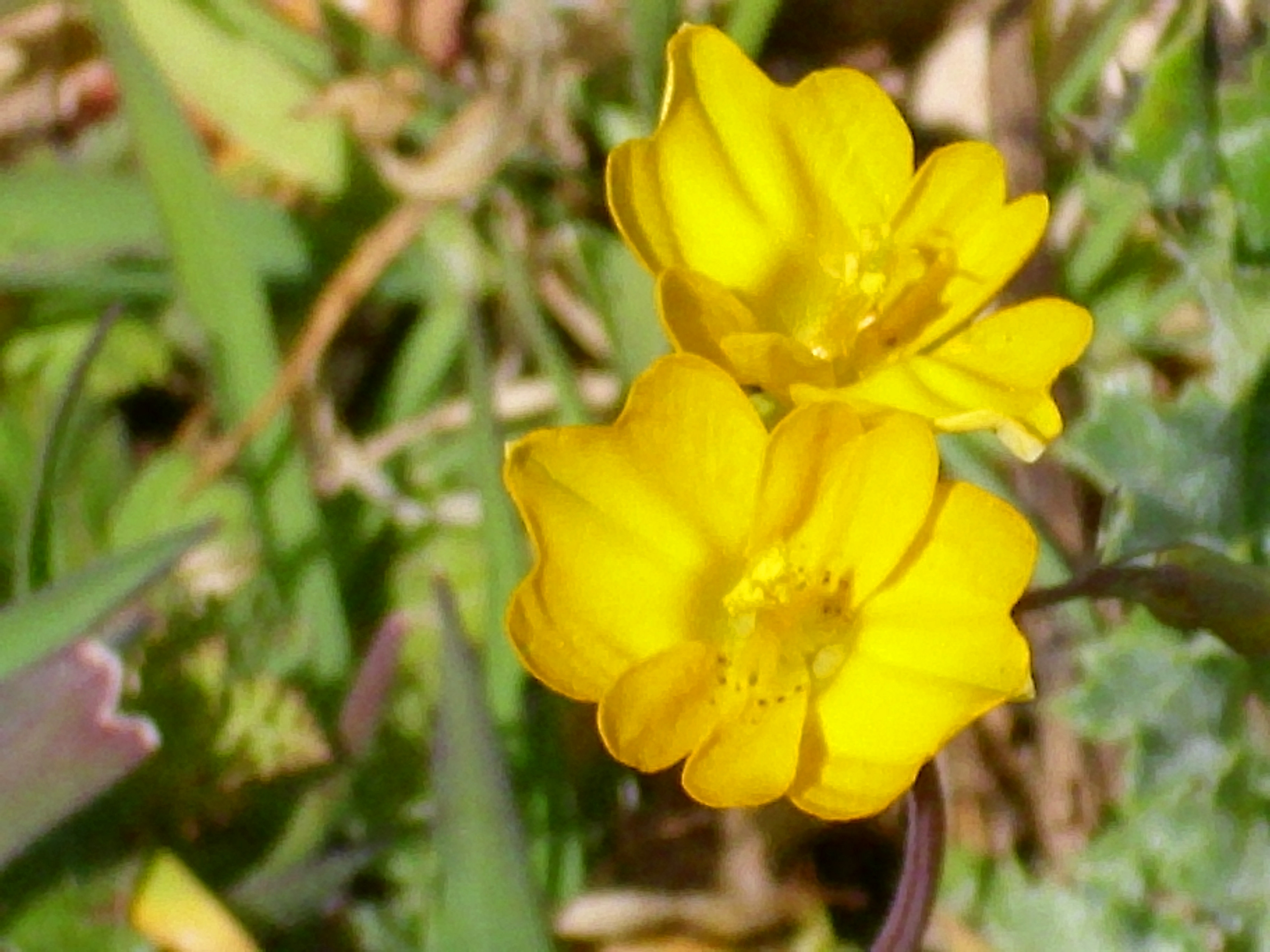
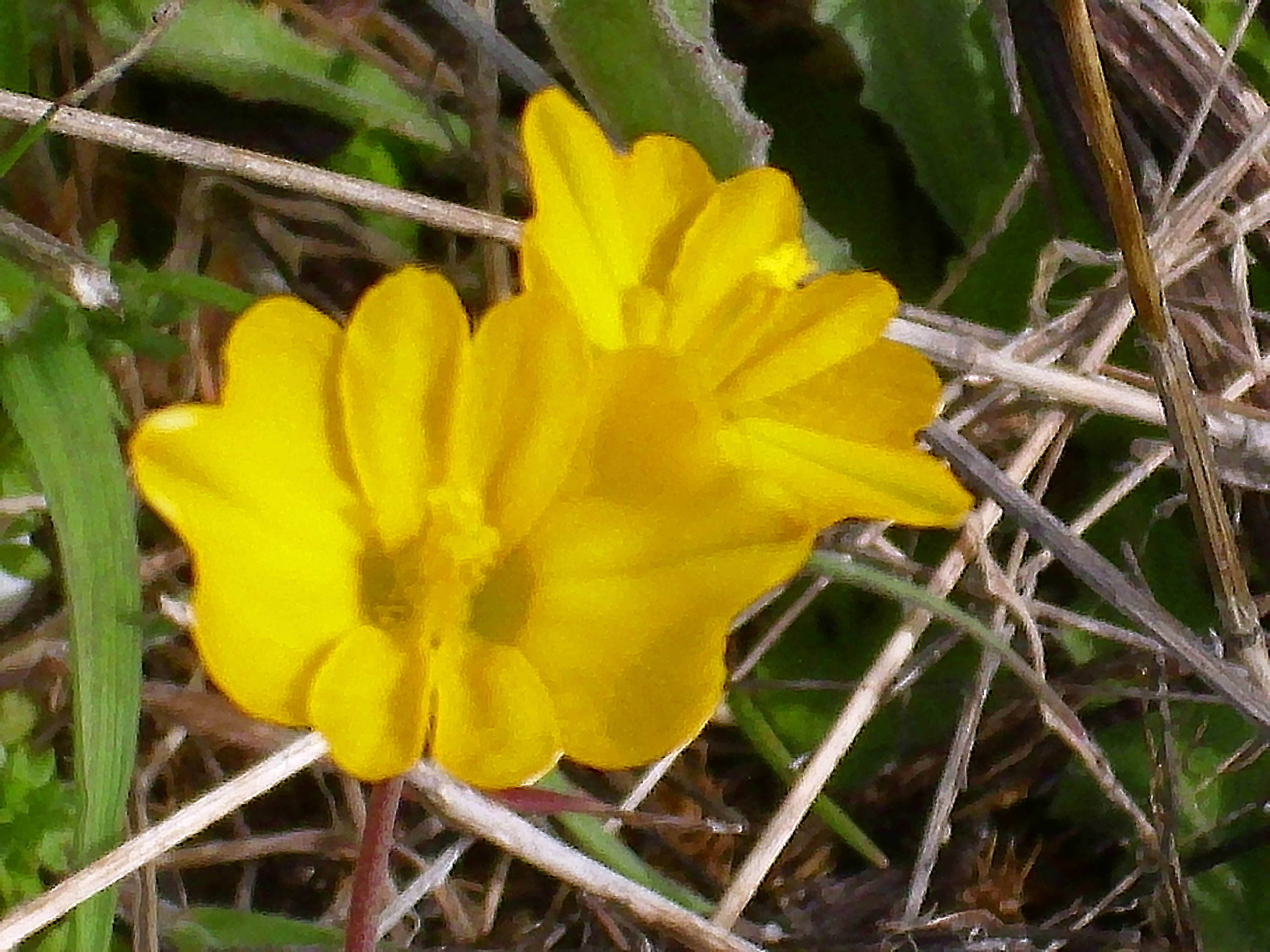
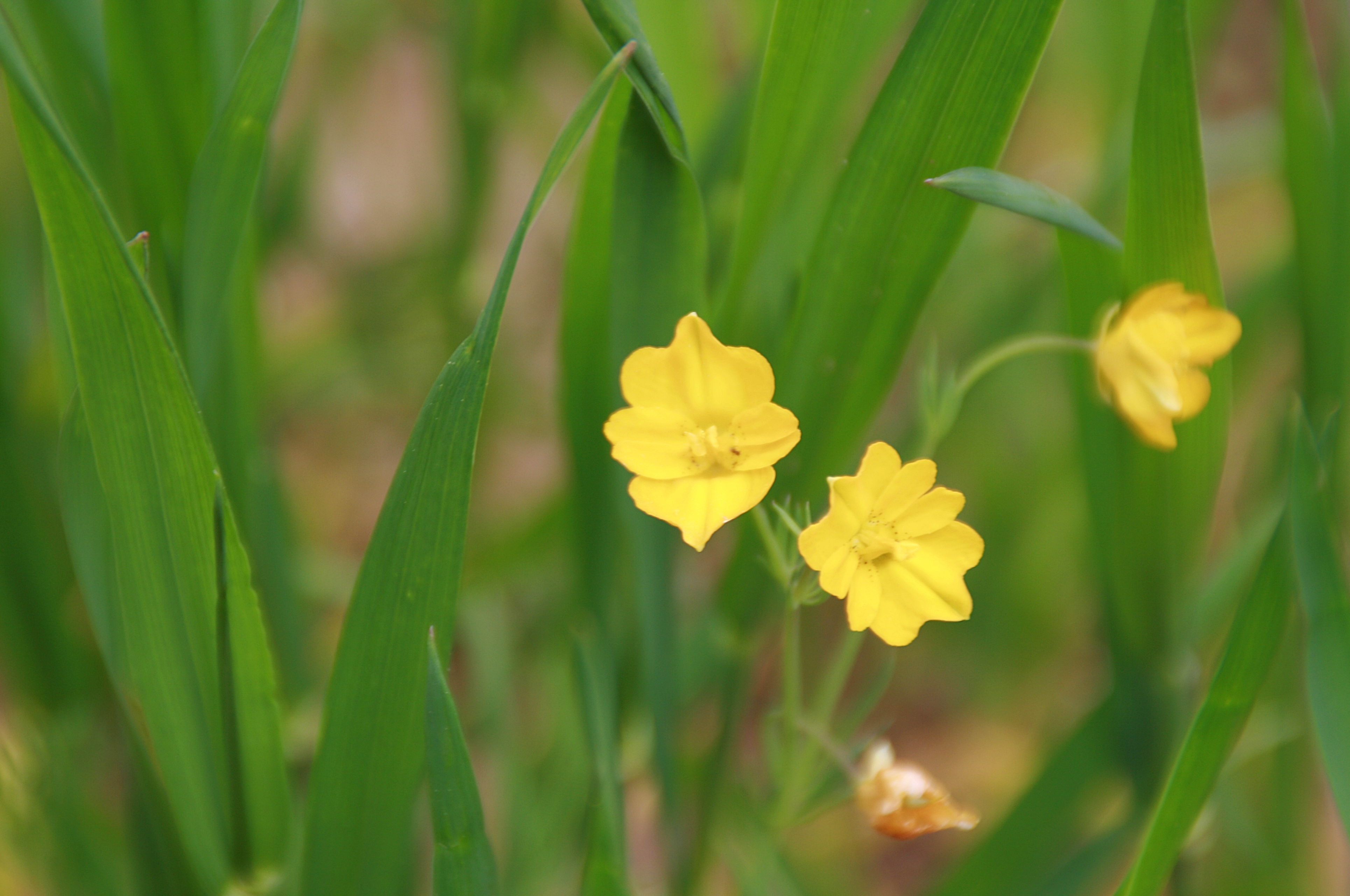